# 謝洪光
謝洪光（？—？），清朝官員，本籍廣東（一說為直隸）。監生出身。

## 生平
謝洪光於1772年（乾隆37年）接替沈含章，於台灣台北地區擔任台灣府淡水廳新莊巡檢一職，是大台北地區的地方父母官。1779年，他則擔任台灣府台灣縣知縣。管轄約今台灣南部之嘉義縣、嘉義市、台南縣、市全境及高雄縣部份區域。該區域面積約為4500平方公里，也是清治時期台灣島之漢人集中地所在。